# A State of Trance 2019
A State of Trance 2019 — шестнадцатый сборник всемирно известного нидерландского диджея и продюсера Армина Ван Бюрена. Сборник A State of Trance 2019, как предыдущие сборники серии A State of Trance, представляет собой компиляцию, как из популярных, на период релиза сборника, а также не вышедших, композиций диджеев, прозвучавших в эфире радиошоу «a state of trance». Сборник традиционно делится на две части: CD 1 (On The Beach) — треки в стиле progressive trance — более мелодичные и ритмичные и CD 2 (On The Club) — треки преимущественно в стиле uplifting trance — более динамичные и танцевальные. Сборник включает в себя 40 треков, среди которых семь треков принадлежат самому Армину Ван Бюрену. Как и предыдущий сборник A State of Trance 2018, сборник A State of Trance 2019 начинается с совместного трека Армина ван Бюрена и российского продюсера Shapov. Кроме того, в сборник вошли треки таких диджеев, как Maor Levi, Fatum, Genix, Assaf, Above & Beyond, Ralphie B. Релиз сборника состоялся 3 мая 2019 года. В России издательством сборника, как и в предыдущие годы, занималась звукозаписывающая студия Союз.

## Список композиций

### CD 1[2]
1. Armin van Buuren vs Shapov - La Résistance De L'Amour
2. Maor Levi & OTIOT - Aria
3. Fatum x Genix x Jaytech x Judah - All In
4. Armin van Buuren x Lucas & Steve feat. Josh Cumbee - Don't Give Up On Me (Trance Mix)
5. Fast Distance - Saga
6. Assaf & Cassandra Grey - All Of You
7. Armin van Buuren & Garibay - Phone Down (Club Mix)
8. Tenishia - Stella
9. Ahmed Helmy - Inside A Dream
10. Beatsole & Nostrangel - Sunsets
11. Protoculture & Profetik - Ultramarine
12. Tomas Heredia feat. TATA - Better Place
13. Orjan Nilsen x Dennis Sheperd x Nifra x Estiva - Cabin Fever (Orjan Nilsen Club Mix)
14. FUTURECODE x Ruben de Ronde - Trinity
15. Tom Fall - Solar
16. Sodality - Nazca
17. Super8 & Tab - Trigger
18. Above & Beyond vs Armin van Buuren - Show Me Love
19. Mark Sixma – X

### CD 2[2]
1. Alexander Popov & Abstract Vision - Tesla
2. Orjan Nilsen - Reminiscence
3. MaRLo & Feenixpawl - Lighter Than Air
4. Sheridan Grout & Millennial - Awaken
5. Ralphie B - Fury
6. Rub!k - Escape Time
7. Armin van Buuren feat. Bonnie McKee - Lonely For You (ReOrder Remix)
8. Scott Bond & Charlie Walker feat. Murica - Can You Hear The Sound
9. Stoneface & Terminal and Dim3nsion - Kilig
10. Allen Watts & Maarten de Jong - Caffeine
11. Davey Asprey & Beatsole - Allies
12. Tempo Giusto - Dakini
13. Roman Messer & Davey Asprey - Eternity
14. XiJaro & Pitch with LightControl - Whispers Of Time
15. Aly & Fila - It's All About The Melody
16. Armin van Buuren feat. Sam Martin - Wild Wild Son (Richard Durand Remix)
17. ReOrder - Escape The Ordinary
18. Frank T.R.A.X. - Nebuchan (Radion6 Remix)
19. Armin van Buuren - Lifting You Higher (ASOT 900 Anthem)
20. Jase Thirlwall feat. Victoriya - Dust
21. Armin van Buuren - Turn It Up